# Соматизация
Соматизацията се дефинира като склонност към изпитване и споделяне на психологически дистрес под формата на соматични симптоми и търсене на медицинска помощ за тях.

## Свързани психически състояния
Соматизацията може да е свързана (но невинаги) с психологически състояния като:
- Афективно разстройство (тревожност и депресия)
- Соматоформно разстройство

## Като защитен механизъм
В психодинамична теория соматизацията се възприема като защитен механизъм на Аз-а, несъзнателно превръщане на потиснати емоции в соматични симптоми.
В известното си изследването на случая „Анна О.“ Зигмунд Фройд представя жена, страдаща от множество физически симптоми, които той смята, че възникват вследствие на потисната скръб, причинена от заболяването на баща ѝ. Въпреки проведената терапия симптомите не отшумяват, което буди съмнения за истинността на диагнозата у изследвалите случая по-късно.

## Лечение
Съвременните методи за лечение включват: когнитивно-поведенческа терапия, психосоциални интервенции и психоанализа.